# Nuelson Wau
Nuelson Wau (Geldrop, 17 dicembre 1980) è un ex calciatore olandese, di ruolo difensore.